# Coupe d'Allemagne féminine de football 2017-2018
Navigation
Édition précédente Édition suivante
Le DFB-Pokal Frauen 2017-2018 est la 38e édition de la Coupe d'Allemagne féminine.
Il s'agit d'une compétition à élimination directe ouverte aux clubs évoluant cette saison ou ayant évolué la saison passée en Frauen-Bundesliga ou 2. Frauen-Bundesliga ainsi qu'aux vainqueurs de coupes régionales de la saison précédente. Elle est organisée par la Fédération allemande de football (DFB).
La finale a lieu le 19 mai 2018 au RheinEnergieStadion à Cologne.

## Calendrier de la compétition
| Tour                                                                        | Nom                 | Dates retenues  | Équipes participantes | Équipes restantes |
| --------------------------------------------------------------------------- | ------------------- | --------------- | --------------------- | ----------------- |
| 1                                                                           | Premier tour        | 26 août 2017    | 48                    | 32                |
| (entrée en lice des onze meilleures équipes de Frauen-Bundesliga 2016-2017) |                     |                 |                       |                   |
| 2                                                                           | Seizièmes de finale | 7 octobre 2017  | 32                    | 16                |
| 3                                                                           | Huitièmes de finale | 3 décembre 2017 | 16                    | 8                 |
| 4                                                                           | Quarts de finale    | 13 mars 2018    | 8                     | 4                 |
| 5                                                                           | Demi-finales        | 15 avril 2018   | 4                     | 2                 |
| 6                                                                           | Finale              | 19 mai 2018     | 2                     | 1                 |

## Premier tour
Tirage au sort le 12 juillet 2017
| Date       | Club                   | Score | Club                       |
| ---------- | ---------------------- | ----- | -------------------------- |
| 26/08/2017 | Herforder SV           | 2-3   | Arminia Bielefeld          |
| 26/08/2017 | SV Holzbach            | 0-2   | TSV Schott Mayence         |
| 26/08/2017 | SV Alberweiler         | 1-0   | SG 99 Andernach            |
| 26/08/2017 | 1.FC Riegelsberg'      | 1-0   | SV Walbeck                 |
| 27/08/2017 | BSC Marzahn            | 1-3   | BV Cloppenburg             |
| 27/08/2017 | SC Siegelbach          | 0-9   | Borussia Mönchengladbach   |
| 27/08/2017 | ATS Buntentor          | 2-5   | FSV Gütersloh              |
| 27/08/2017 | TSV Jahn Calden        | 1-2   | Werder Brême               |
| 27/08/2017 | Maggdeburger FFV       | 4-1   | Jahn Delmenhorst           |
| 27/08/2017 | TSV Limmer             | 2-1   | Blau Weiss Hohen Neuendorf |
| 27/08/2017 | Bramfelder SV          | 0-2   | SV Henstedt-Ulzburg        |
| 27/08/2017 | Fortuna Dresde         | 3-4   | 1.FC Union Berlin          |
| 27/08/2017 | Hostein Kiel           | 0-5   | SV Meppen                  |
| 27/08/2017 | FSV Babelsberg         | 2-0   | Weimarer FFC               |
| 27/08/2017 | FFC Neubrandenburg 04  | 2-1   | Hamburger SV               |
| 27/08/2017 | Wacker Munich          | 0-2   | 1.FC Cologne               |
| 27/08/2017 | Hessen Wetzlar         | 0-4   | 1.FC Sarrebruck            |
| 27/08/2017 | Vorwärts Spoho Cologne | 1-3   | 1.FFC 08 Niederkirchen     |
| 27/08/2017 | TSV Neckarau           | 0-1   | VfL Sindelfingen           |
| 27/08/2017 | Hegauer FV             | 4-2   | SV 67 Weinberg             |
| 27/08/2017 | VfL Bochum             | 0-1   | TSV Crailsheim             |

## Seizièmes de finale
Les onze meilleures équipes de la saison passée font leur entrée dans la compétition. Tirage au sort le 28 aout 2017
| Date      | Club                    | Score | Club                     |
| --------- | ----------------------- | ----- | ------------------------ |
| 7/10/2017 | SV Alberweiler          | 0-3   | FC Bayern Munich         |
| 7/10/2017 | TSV Limmer              | 1-6   | Werder Brême             |
| 7/10/2017 | 1.FC Riegelsberg        | 0-13  | SC Sand                  |
| 8/10/2017 | 1.FFC Neubrandenburg 04 | 0-10  | SGS Essen                |
| 8/10/2017 | Babelsberg 74           | 0-9   | SV Meppen                |
| 8/10/2017 | TSV Craisheim           | 0-2   | 1 FC Cologne             |
| 8/10/2017 | Arminia Bielefeld       | 2-1   | MSV Duisbourg            |
| 8/10/2017 | Magdeburger FFC         | 0-3   | FF USV Jena              |
| 8/10/2017 | FSV Gütersloh           | 0-6   | 1.FFC Turbine Potsdam    |
| 8/10/2017 | 1.FC Union Berlin       | 0-6   | VfL Wolfsbourg           |
| 8/10/2017 | SV Henstedt Ulzburg     | 2-6   | BV Cloppenburg           |
| 8/10/2017 | 1.FFC 08 Niederkirchen  | 1-3   | TSG Hoffenheim           |
| 8/10/2017 | Bayer 04 Leverkusen     | 0-6   | 1.FFC Francfort          |
| 8/10/2017 | Schott Mayence          | 0-8   | SC Fribourg              |
| 8/10/2017 | 1.FC Sarrebruck         | 4-1   | Borussia Mönchengladbach |
| 8/10/2017 | Hegauer SV              | 0-2   | VfL Sindelfingen         |

## Huitièmes de finale
Tirage au sort effectué le 29 octobre 2017 par Stefan Effenberg
| Date      | Club              | Score | Club                |
| --------- | ----------------- | ----- | ------------------- |
| 3/12/2017 | SV Meppen         | 0-4   | Bayern Munich       |
| 3/12/2017 | Arminia Bielefeld | 1-2   | FFC Turbine Potsdam |
| 3/12/2017 | VfL Sindelfingen  | 1-3   | FFC Francfort       |
| 3/12/2017 | 1.FC Cologne      | 1-2   | SC Sand             |
| 3/12/2017 | Werder Brême      | 0-5   | SGS Essen           |
| 9/12/2017 | 1.FC Sarrebruck   | 1-0   | FF USV Iéna         |
| 9/2/2018  | TSG Hoffenheim    | 0-2   | SC Fribourg         |
| 11/2/2018 | BV Cloppenburg    | 0-5   | VfL Wolfsbourg      |

Les rencontres avaient lieu le 3 décembre sauf trois rencontres qui ont été reportées à cause de mauvaises conditions météorologiques.

## Quarts de finale
Tirage au sort le 7 janvier 2018.
| Date       | Club            | Score | Club                |
| ---------- | --------------- | ----- | ------------------- |
| 13/03/2018 | 1.FC Sarrebruck | 0-15  | Bayern Munich       |
| 13/03/2018 | FFC Francfort   | 0-2   | FFC Turbine Potsdam |
| 14/03/2018 | VfL Wolfsbourg  | 2-1   | SC Sand             |
| 14/03/2018 | SGS Essen       | 5-2   | SC Fribourg         |

## Demi-finales
Tirage au sort le 19 mars 2018
| Date       | Club           | Score | Club                |
| ---------- | -------------- | ----- | ------------------- |
| 15/04/2018 | VfL Wolfsbourg | 4-1   | SGS Essen           |
| 15/04/2018 | Bayern Munich  | 3-1   | FFC Turbine Potsdam |

## Finale
| 19 mai 2018 à 15h00 | Bayern Munich   | (0 - 0 ap) 2 - 3 tab | VfL Wolfsbourg | RheinEnergieStadion, Cologne |                          |
|                     |                 | (0:0,0:0)            |                | Arbitrage : Sandra Stolz     | Arbitrage : Sandra Stolz |
|                     | Tirs au but 2-3 |                      |                | Arbitrage : Sandra Stolz     | Arbitrage : Sandra Stolz |